# Farmington (Washington)
Farmington és una població dels Estats Units a l'estat de Washington. Segons el cens del 2000 tenia 153 habitants.

## Demografia
Segons el cens del 2000, Farmington tenia 153 habitants, 56 habitatges, i 38 famílies. La densitat de població era de 173,7 habitants per km².
Dels 56 habitatges en un 37,5% hi vivien nens de menys de 18 anys, en un 55,4% hi vivien parelles casades, en un 8,9% dones solteres, i en un 32,1% no eren unitats familiars. En el 32,1% dels habitatges hi vivien persones soles el 16,1% de les quals corresponia a persones de 65 anys o més que vivien soles. El nombre mitjà de persones vivint en cada habitatge era de 2,73 i el nombre mitjà de persones que vivien en cada família era de 3,47.
Per edats la població es repartia de la següent manera: un 36,6% tenia menys de 18 anys, un 3,9% entre 18 i 24, un 20,9% entre 25 i 44, un 27,5% de 45 a 60 i un 11,1% 65 anys o més.
L'edat mediana era de 37 anys. Per cada 100 dones de 18 o més anys hi havia 90,2 homes.
La renda mediana per habitatge era de 27.250 $ i la renda mediana per família de 39.063 $. Els homes tenien una renda mediana de 41.875 $ mentre que les dones 26.250 $. La renda per capita de la població era de 13.099 $. Aproximadament el 8% de les famílies i el 7,9% de la població estaven per davall del llindar de pobresa.

## Poblacions més properes
El següent diagrama mostra les poblacions més properes.